# Dieter Rombach

Dieter Rombach (2007)

Hans Dieter Rombach (* 6. Juni 1953 in Herbolzheim) ist ein deutscher Informatiker. Er war von 1992 bis 2021 Professor für Software Engineering an der TU Kaiserslautern. 1996 gründete er das Fraunhofer-Institut für Experimentelles Software Engineering (IESE) in Kaiserslautern. Bis Ende 2014 war er dessen geschäftsführender Institutsleiter und von 2015 bis 2018 Institutsleiter Business Development des Fraunhofer IESE.

## Leben
Dieter Rombach studierte Mathematik und Informatik in Karlsruhe; 1984 wurde er in Kaiserslautern in Informatik promoviert. Von 1986 bis 1991 war er als Professor an der University of Maryland und als Projektleiter am NASA Goddard Space Flight Center in den USA beschäftigt. Von 1992 bis 2018 war er Inhaber des Lehrstuhls für Software Engineering im Fachbereich Informatik an der TU Kaiserslautern. Von 2001 bis 2006 war er zusätzlich Visiting Professor im Computer Science Department der University of New South Wales, Sydney, Australien. Mehrere Rufe (u. a. an die TU Wien) hat Rombach im Laufe der Jahre abgelehnt.
Weiterhin gründete er 1996 das Fraunhofer-Institut für Experimentelles Software Engineering (Fraunhofer IESE) in Kaiserslautern und war bis Ende 2014 dessen geschäftsführender Institutsleiter und danach bis 2018 Institutsleiter für das Ressort Business Development. Von 2006 bis Ende 2009 leitete er den Fraunhofer-Verbund Informations-Kommunikationstechnologie.
Am 1. Oktober 2018 trat Rombach in den Ruhestand. Seither engagiert er sich weiter als Senior Research Professor im Fachbereich Informatik der TU Kaiserslautern, als Vorstandsvorsitzender der Science and Innovation Alliance Kaiserslautern, und als Chief Digital Officer (CDO) der Stadt Kaiserslautern. Zusätzlich ist er als Berater für verschiedene deutsche und internationale Firmen sowie für das Fraunhofer IESE tätig.   
Rombach ist Mitglied der Gesellschaft für Informatik sowie Fellow der ACM (seit 2010) und der IEEE Computer Society (seit 2003).

## Forschungsschwerpunkte
Rombachs Forschungsschwerpunkte liegen im Bereich Software Engineering, speziell in ingenieursmäßigen Methoden zur Entwicklung von Software mit vorhersagbarer Qualität; quantitativen Methoden zum Messen und Bewerten von Softwareprodukten und -prozessen zum Zwecke des Projektmanagements und der Qualitätssicherung; Sprachen, Methoden und Werkzeugen zur Erstellung und zum Management von Entwicklungsprozessen auf der Basis expliziter Softwareprozessmodelle; sowie empirischen Methoden und deren Anwendung zur Bestimmung der Effekte von Softwareentwicklungsmethoden.
Rombach ist Autor von mehr als 250 wissenschaftlichen Veröffentlichungen.

## Auszeichnungen
- 1990 erhielt Rombach den mit US $ 500.000 dotierten „Presidential Young Investigator Award“ der National Science Foundation in den USA für seine herausragenden Arbeiten im Bereich Software Engineering.
- 2000 erhielt er den Verdienstorden des Landes Rheinland-Pfalz für seine Beiträge zur wissenschaftlichen und wirtschaftlichen Entwicklung des Landes.
- 2003 erhielt er den Distinguished Postdoctoral Award des Colleges for Computer, Mathematical and Physical Sciences der University of Maryland.
- Im Jahr 2009 ehrte die finnische Universität Oulu ihn für sein Lebenswerk als Softwareingenieur mit der Ehrendoktorwürde.
- 2009 wurde er mit dem Verdienstkreuz am Bande der Bundesrepublik Deutschland ausgezeichnet.[2]
- 2013 bekam er den Founders Award des Fraunhofer CESE (Center for Experimental Software Engineering) verliehen.
- 2013 wurde Rombach für seine Verdienste in der Fraunhofer-Gesellschaft mit der Fraunhofer-Medaille ausgezeichnet.
- 2021 erhielt Rombach den Harlan D. Mills Award für seine Lebensleistung von der IEEE Computer Society.
- 2022 erhielt Rombach das Barbarossa-Siegel der Stadt Kaiserslautern für seine Verdienste als CDO der Stadt Kaiserslautern[3]

## Sonstiges
- Von 26. November 2007 an hatte Rombach einen Sitz im Aufsichtsrat des Fußballvereins 1. FC Kaiserslautern inne, seit dem 4. Dezember 2008 war er Vorsitzender dieses Gremiums.[4] Am 12. Dezember 2015 legte Rombach sein Aufsichtsratsmandat nieder, nachdem ihm zuvor von der Mitgliederversammlung die Entlastung nicht erteilt worden war.[5] Bei der FCK-Jahreshauptversammlung am 12. November 2016 wurde Dieter Rombach die Entlastung für das Geschäftsjahr 2015/16 verweigert.[6]